# Liste der Stolpersteine in Ortenberg (Hessen)
Die Liste der Stolpersteine in Ortenberg enthält alle Stolpersteine, die im Rahmen des gleichnamigen Projekts von Gunter Demnig in Ortenberg verlegt wurde. Mit ihnen soll an Opfer des Nationalsozialismus erinnert werden, die in Ortenberg lebten und wirkten.

## Verlegte Stolpersteine
| Adresse          | Stadtteil    | Verlege- datum | Person, Inschrift | Bild | Anmerkung |
| ---------------- | ------------ | -------------- | --- | ---- | --- |
| Wasenstraße 22 · | Bleichenbach | 14. Nov. 2017  | Hier wohnte David Leopold Jg. 1875 Flucht Holland interniert Westerbork deportiert 1942 Auschwitz ermordet 24.9.1942             |      | David Leopold wurde am 18. November 1875 in Bleichenbach geboren. Emigration: Niederlande Deportation: 1942, Auschwitz, Konzentrations- und Vernichtungslager Todesdatum: 24. September 1942 Todesort: Auschwitz, Vernichtungslager Schicksal: für tot erklärt                                                                                               |
| Wasenstraße 22 · | Bleichenbach | 14. Nov. 2017  | Hier wohnte Bertha Leopold geb. Stern Jg. 1878 Flucht Holland interniert Westerbork deportiert 1942 Auschwitz ermordet 24.9.1942 |      | Bertha Leopold, geborene Stern wurde am 10. Juli 1878 in Berstadt geboren. |
| Wasenstraße 22 · | Bleichenbach | 14. Nov. 2017  | Hier wohnte Willi Leopold Jg. 1905 Flucht Holland interniert Westerbork 1942 geflohen Westerbork versteckt überlebt              |      | |
| Wasenstraße 22 · | Bleichenbach | 14. Nov. 2017  | Hier wohnte Irma Leopold geb. Siesel Jg. 1909 Flucht Holland interniert Westerbork 1942 geflohen Westerbork versteckt überlebt   |      | |
| Wasenstraße 22 · | Bleichenbach | 14. Nov. 2017  | Hier wohnte Ludwig Leopold Jg. 1903 Flucht Holland interniert Westerbork deportiert 1943 Sobibor ermordet 21.5.1943              |      | Ludwig Leopold ist am 9. April 1903 in Bleichenbach geboren. Inhaftierung: 10. Dezember 1942 - 18. Mai 1943, Westerbork, Sammellager Emigration: Niederlande Deportation: 18. Mai 1943, Sobibor, Vernichtungslager Todesdatum: 21. Mai 1943 Todesort: Sobibor, Vernichtungslager Schicksal: für tot erklärt                                                  |
| Wasenstraße 22 · | Bleichenbach | 14. Nov. 2017  | Hier wohnte Toni Leopold geb. Strauss Jg. 1904 Flucht Holland interniert Westerbork deportiert 1943 Sobibor ermordet 21.5.1943   |      | Toni Leopold, geborene Strauss wurde am 27. September 1904 in Ober-Mockstadt geboren. Inhaftierung: 10. Dezember 1942 - 18. Mai 1943, Westerbork, Sammellager Emigration: vor 1937, Niederlande Deportation: ab Westerbork 18. Mai 1943, Sobibor, Vernichtungslager Todesdatum: 21. Mai 1943 Todesort: Sobibor, Vernichtungslager Schicksal: für tot erklärt |
| Wasenstraße 22 · | Bleichenbach | 14. Nov. 2017  | Hier wohnte Doris Leopold Jg. 1935 Flucht Holland interniert Westerbork 1942 geflohen Westerbork versteckt überlebt              |      | |
| Wasenstraße 22 · | Bleichenbach | 14. Nov. 2017  | Hier wohnte Irmtraud Leopold Jg. 1928 Flucht Holland interniert Westerbork deportiert 1943 Sobibor ermordet 21.5.1943            |      | Irmtraud Leopold wurde am 27. Oktober 1928 in Bleichenbach geboren. Inhaftierung: 10. Dezember 1942 - 18. Mai 1943, Westerbork, Sammellager Emigration: vor 1937, Niederlande Deportation: ab Westerbork 18. Mai 1943, Sobibor, Vernichtungslager Todesdatum: 21. Mai 1943 Todesort: Sobibor, Vernichtungslager Schicksal: für tot erklärt                   |
| Wasenstraße 22 · | Bleichenbach | 14. Nov. 2017  | Hier wohnte Harri Leopold Jg. 1931 Flucht Holland interniert Westerbork deportiert 1943 Sobibor ermordet 21.5.1943               |      | Harri Leopold wurde am 11. November 1931 in Bleichenbach geboren. Inhaftierung: 10. Dezember 1942 - 18. Mai 1943, Westerbork, Sammellager Emigration: vor 1937, Niederlande Deportation: ab Westerbork 18. Mai 1943, Sobibor, Vernichtungslager Todesdatum: 21. Mai 1943 Todesort: Sobibor, Vernichtungslager Schicksal: für tot erklärt                     |